# Herzogtum Lauenburg (district)
Districtul Herzogtum Lauenburg este un Kreis în landul Schleswig-Holstein, Germania.